# Zöld hunyor
A zöld hunyor (Helleborus viridis) a boglárkavirágúak (Ranunculales) rendjébe, ezen belül a boglárkafélék (Ranunculaceae) családjába tartozó faj.

## Előfordulása
A zöld hunyor elterjedési területe Délnyugat- és Nyugat-Európa, északon Angliáig, kelet felé Svájcig és Ausztriáig. Magyarországon nem őshonos.

## Alfajai
- Helleborus viridis subsp. abruzzicus (M.Thomsen, McLewin & B.Mathew) Bartolucci, F.Conti & Peruzzi
- Helleborus viridis subsp. liguricus (M.Thomsen, McLewin & B.Mathew) Bartolucci, F.Conti & Peruzzi

## Megjelenése
Ez a hunyorfaj átlagosan 20-40 centiméter magasra nő meg. Szára egyszerű vagy elágazó. Az ölbefogottan osztott levelek többnyire közvetlenül a gyöktörzsből erednek, a levél 7-13, lándzsa alakú és a szélén végig fogazott szegmensből áll. A levelek ősszel elpusztulnak. Az elágazó virágzati szár többnyire csupán 2-3 virágú, rajta lomblevélszerű fellevelek is találhatók. A virágtakarót zöld csészelevelek alkotják, mert a sziromlevelek mézfejtőkké alakultak át. A virágok széles serleg alakúak, nyitottak és nagy méretűek, átmérőjük 4-5 centiméter. A termőlevelek aljukon egymással összenőttek.

## Életmódja
A zöld hunyor napfényes és hegyvidéki erdőkben, cserjésekben, nyirkos talajon nő. Kedveli a köves, humuszban gazdag, meszet is tartalmazó talajokat.
A virágzási ideje február–május között van.
Mérgező növény, elfogyasztva hányást okoz, erős hashajtó szer.

## Hibridek
- Helleborus x jourdanii Pagès = Helleborus foetidus + Helleborus viridis
- Helleborus x nigercors J.T.Wall = Helleborus lividus + Helleborus viridis
- Helleborus x viridescens Schiffn. = Helleborus atrorubens + Helleborus viridis

## Képek

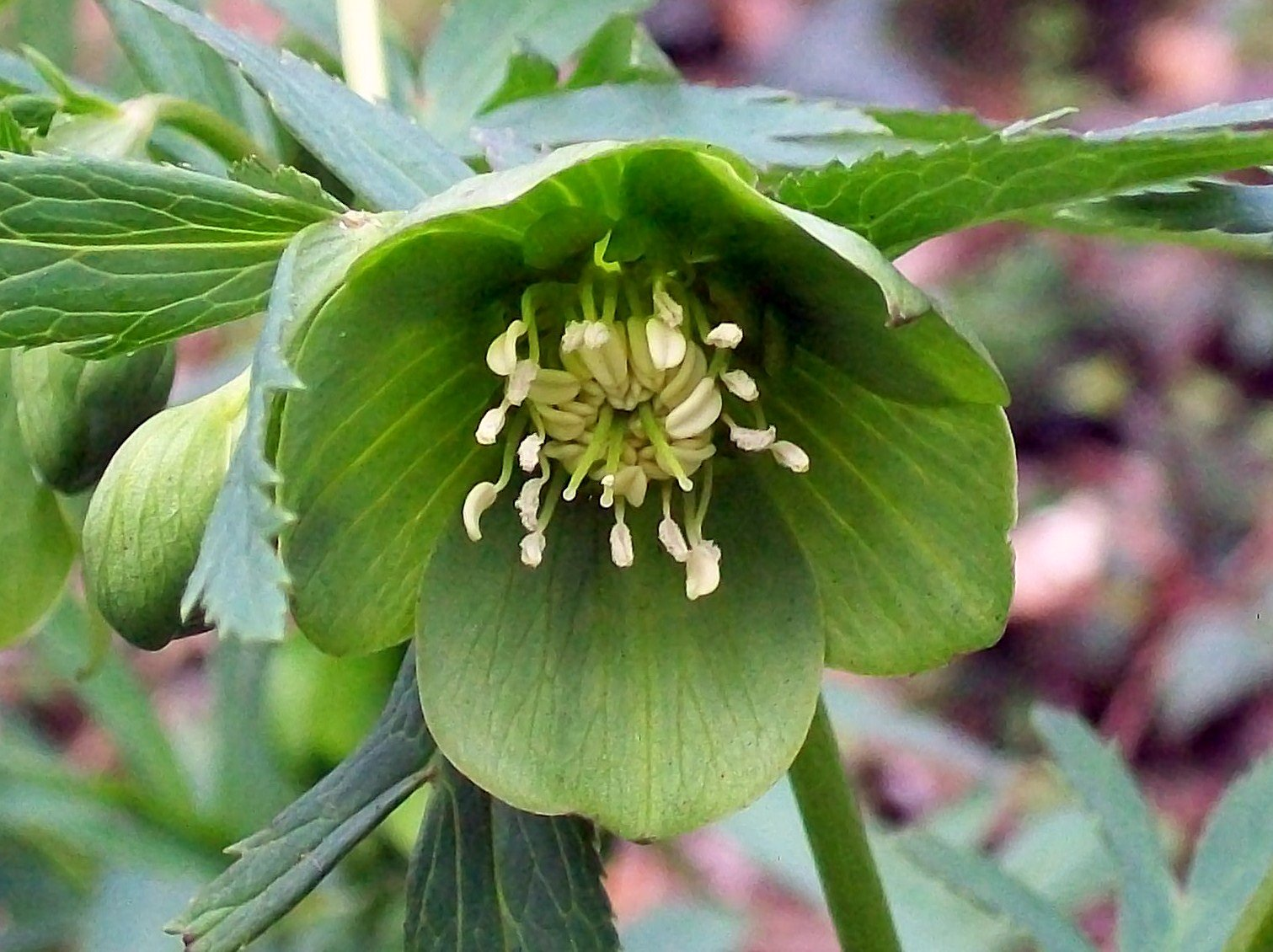
Virága
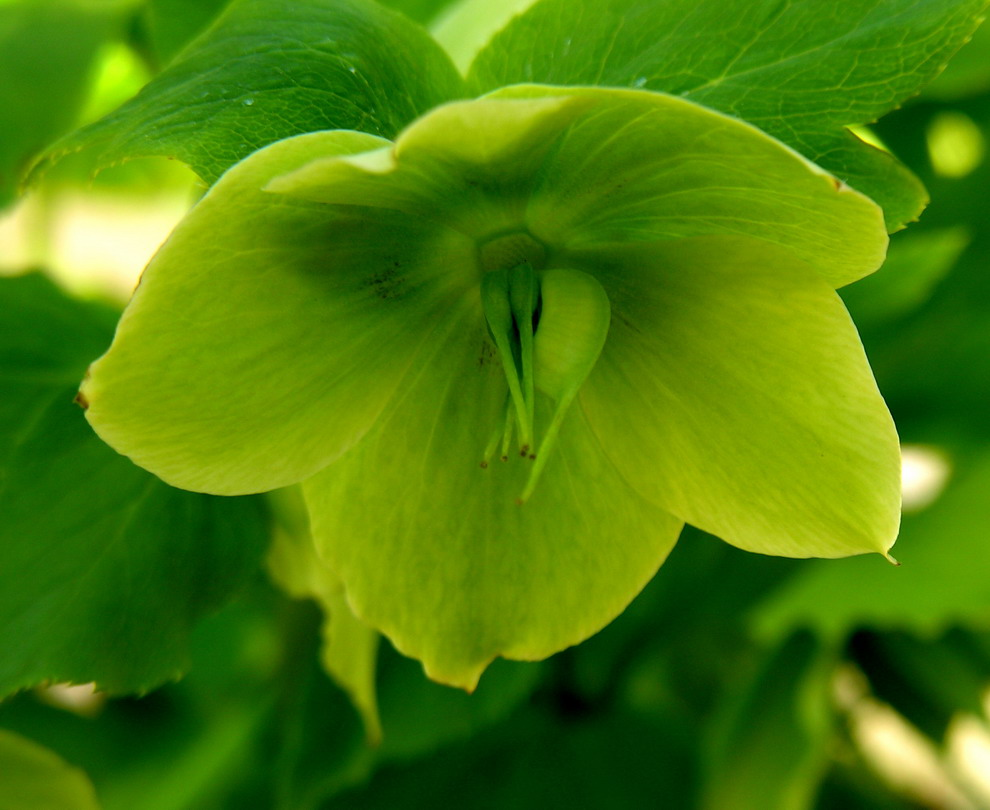
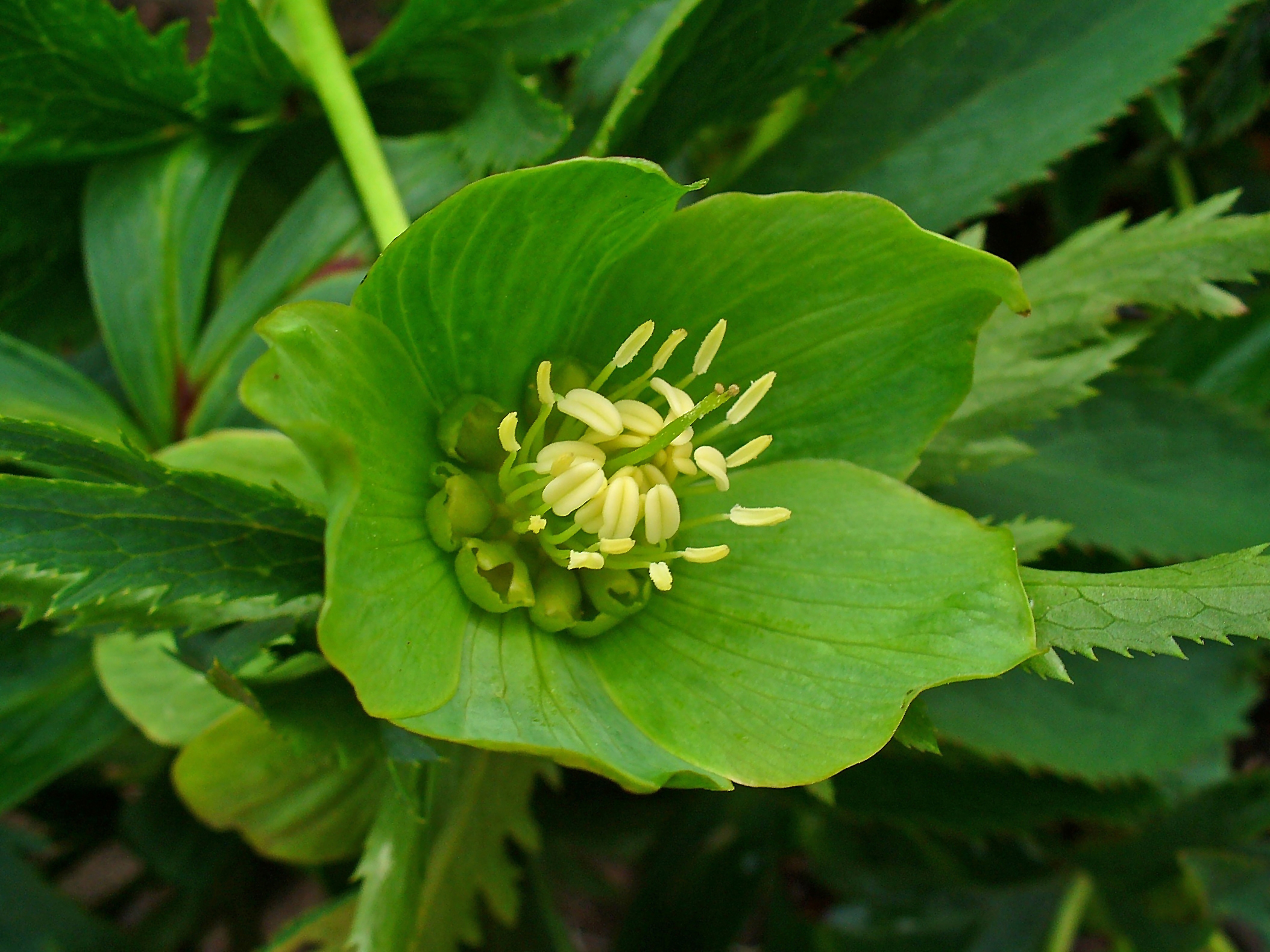
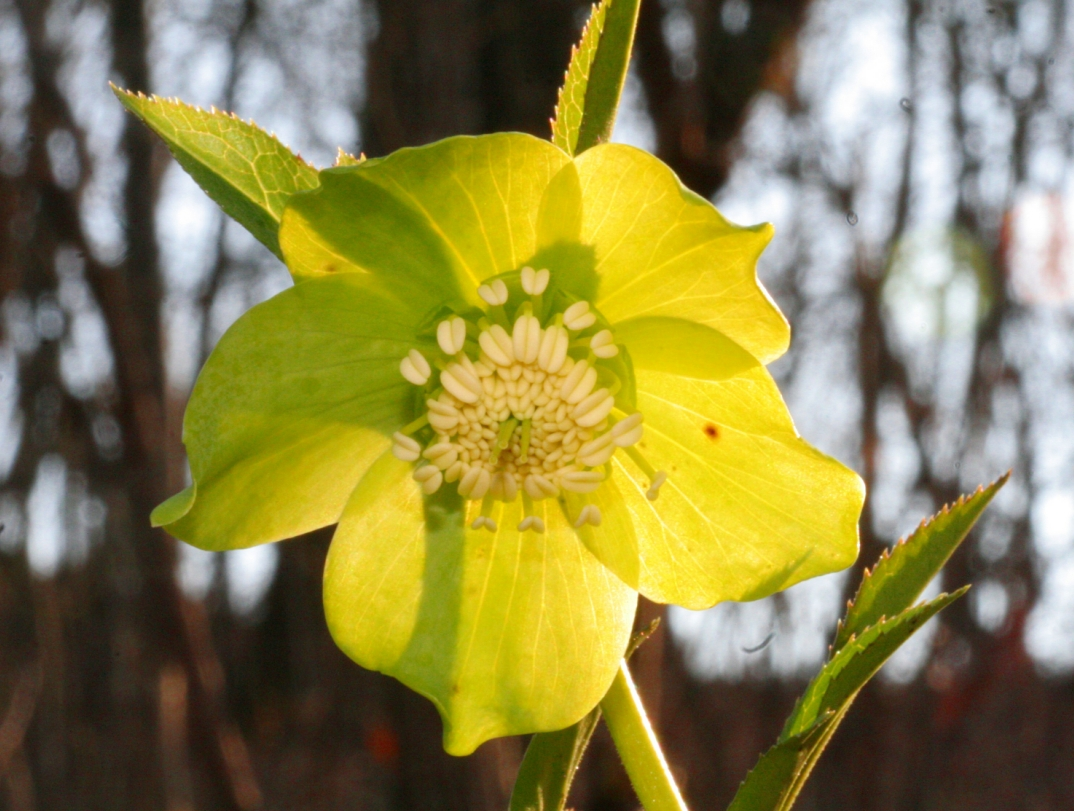
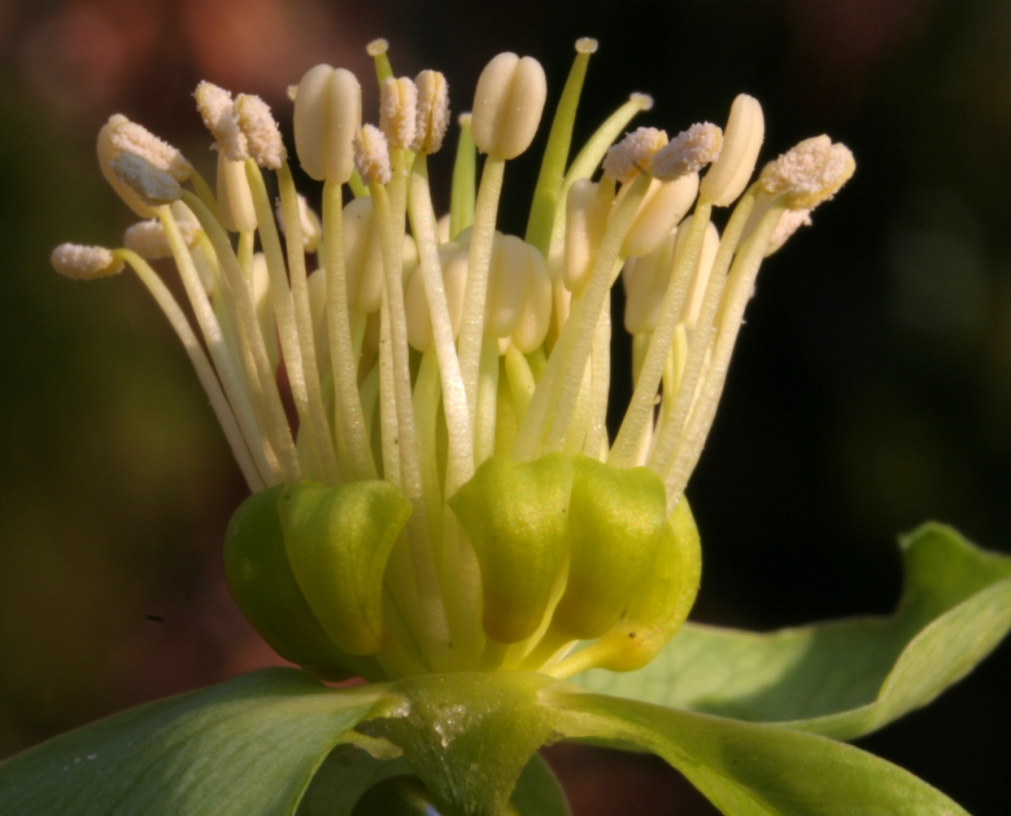
Bibéi
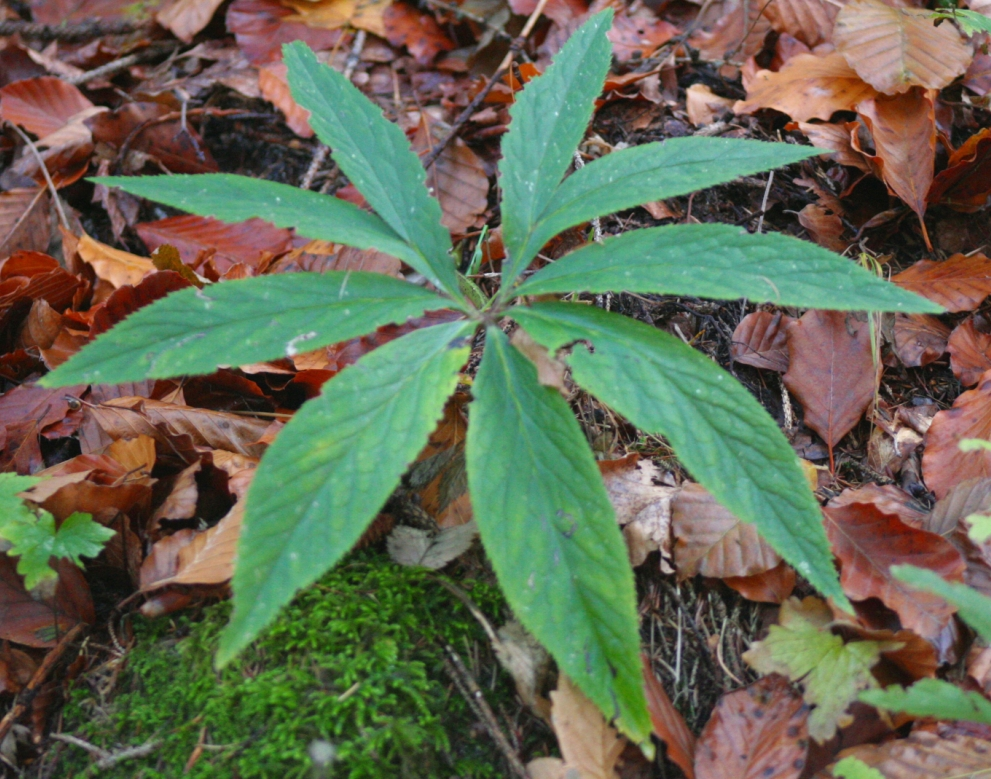
Levelei
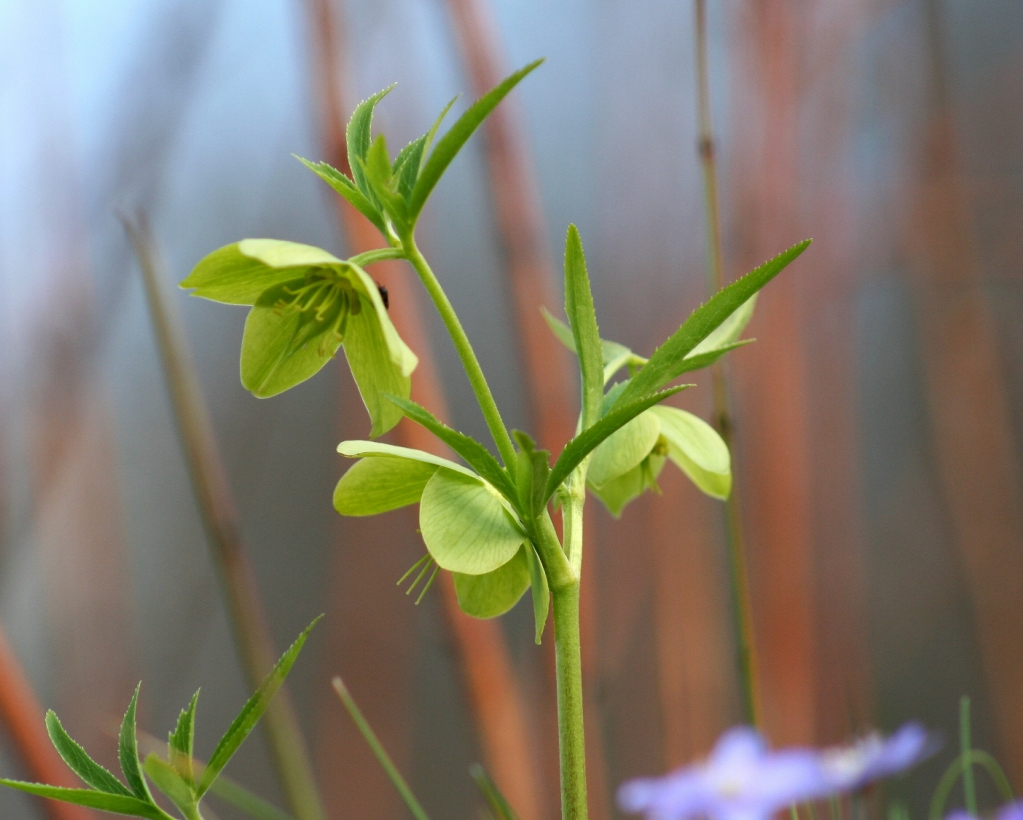
A növény
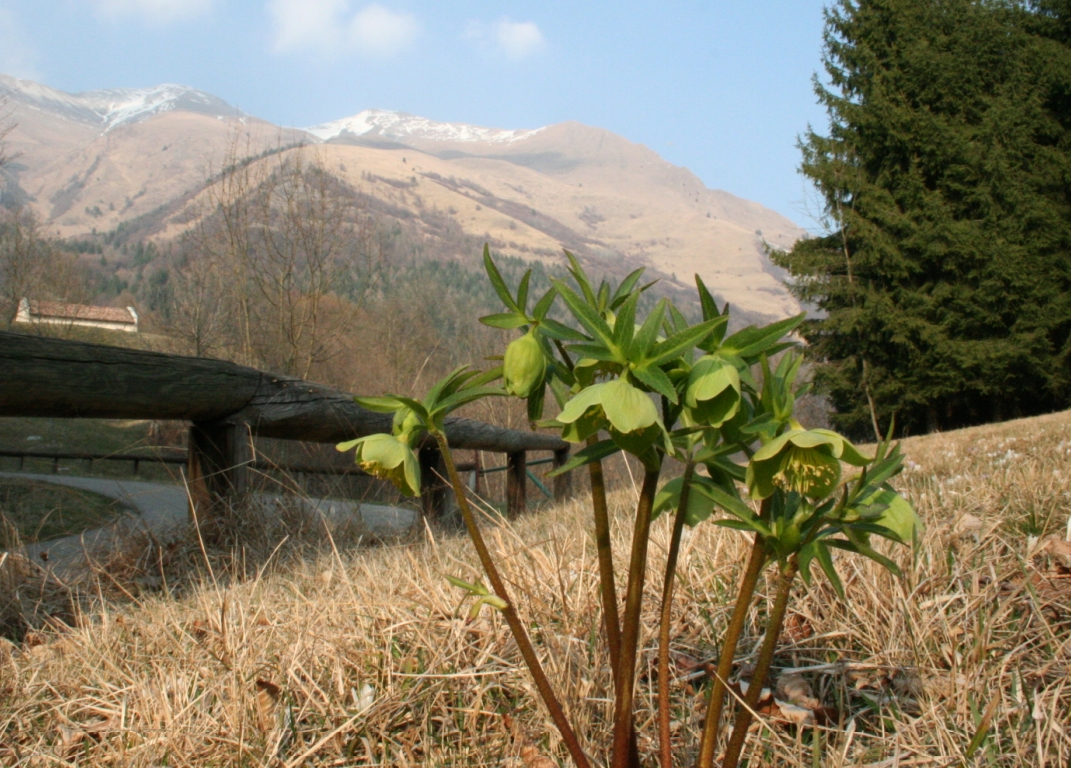
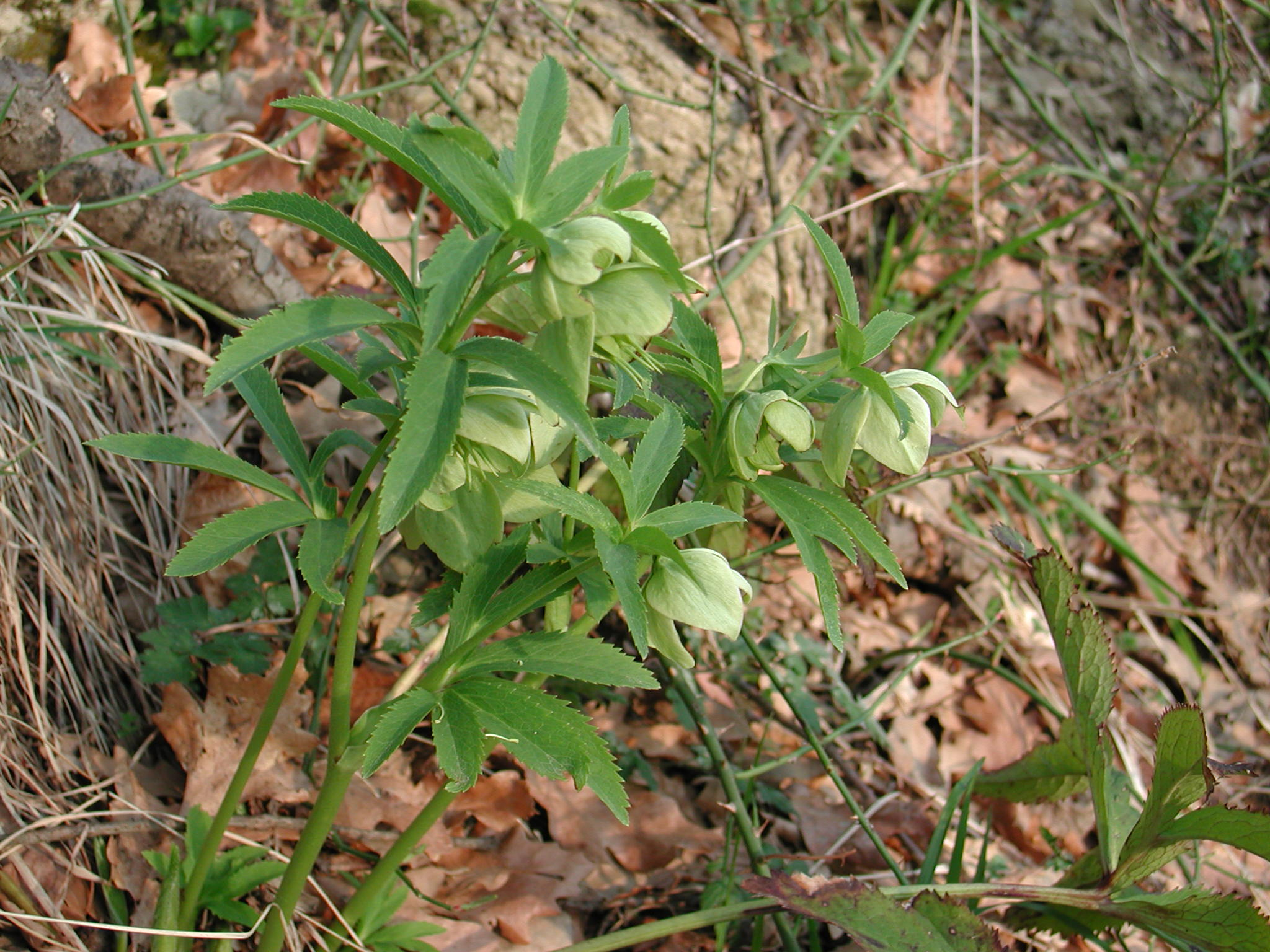
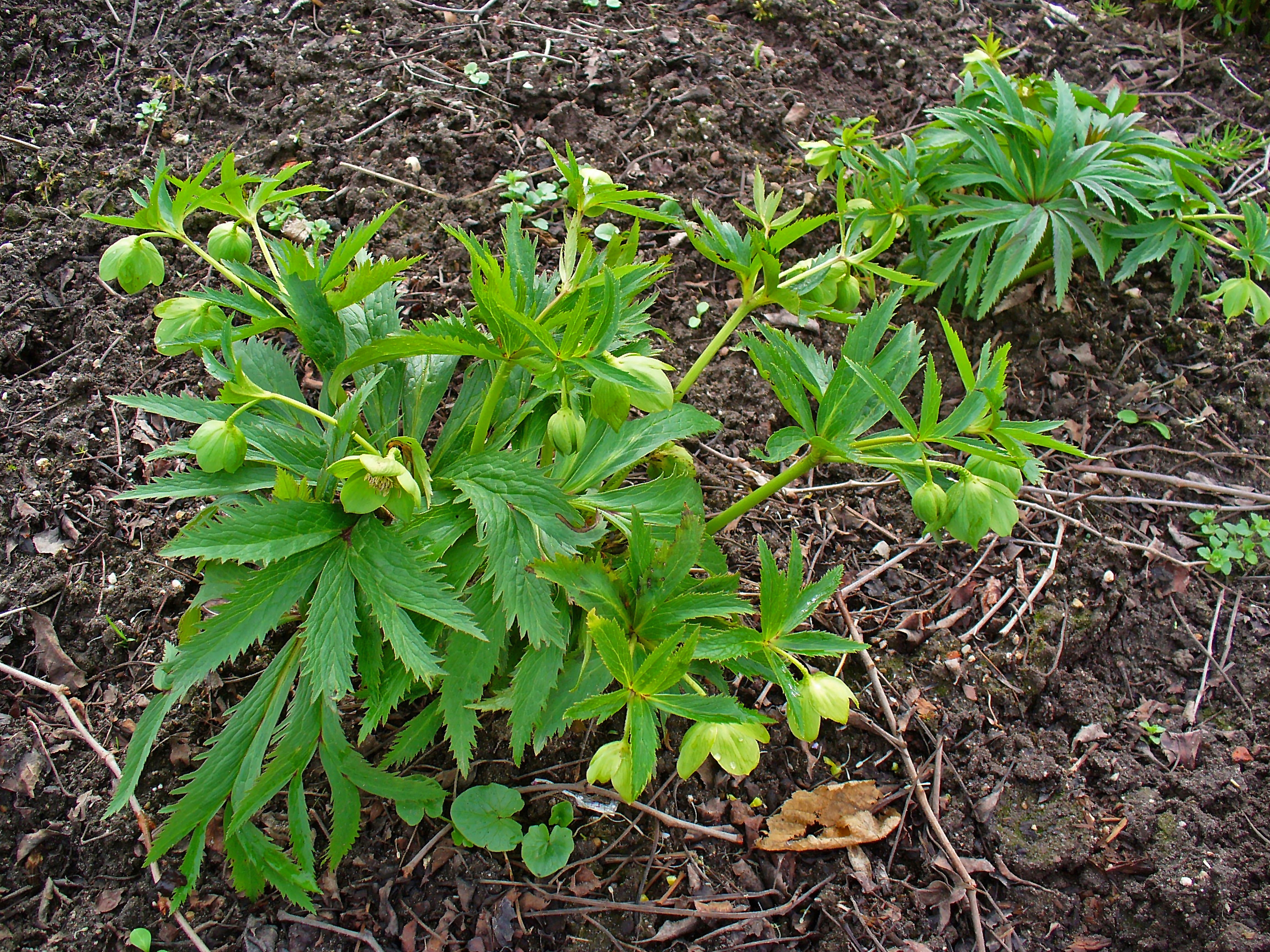
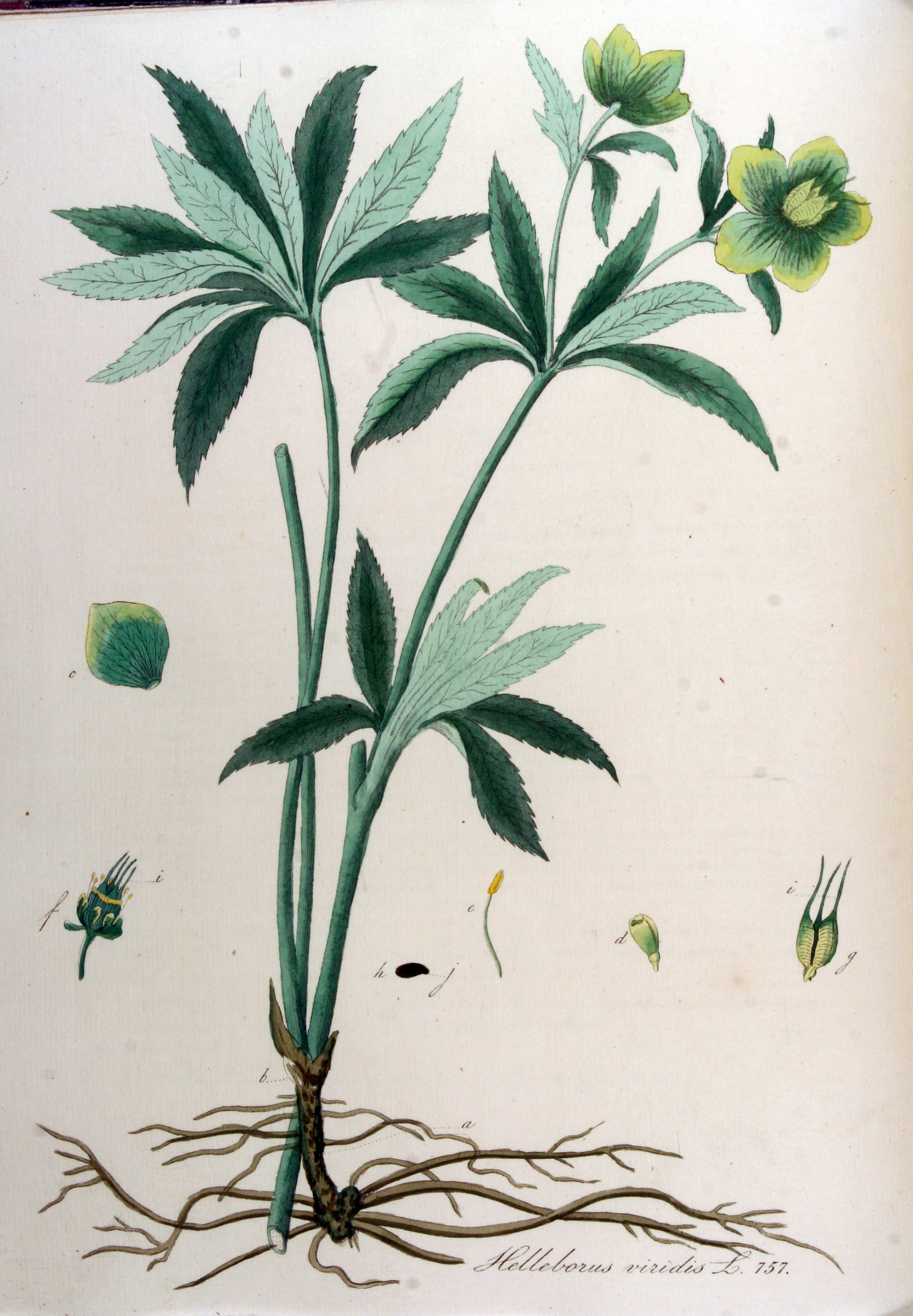
Rajz a növényről